# Centre de formation aux métiers du football Roland-Peugeot
Le centre de formation aux métiers du football Roland-Peugeot est le centre de formation du Football Club Sochaux-Montbéliard.
Le centre a vu le jour en 1974 sous les ordres de Pierre Tournier mais ce n'est que le 8 juin 2000 qu'il est inauguré sous sa configuration actuelle. Il se situe dans la commune de Seloncourt sur les 11 ha du domaine du château de Jean-Pierre Peugeot. Le 1er juillet 2014, Éric Hély devient directeur du centre de formation en remplacement de Jean-Luc Ruty qui occupait le poste depuis 1999.

## Palmarès
- Coupe Gambardella : Vainqueur en 1983, 2007 et 2015, Finaliste en 1975 et en 2010
- Challenge du Meilleur Club de Jeunes de la Fédération française de football : 2006/2007 et 2009/2010[2]
- Titre de la meilleure politique de jeunes du magazine France Football : 1979, 1984 et 2010[3]

| Année      | 2007 | 2008 | 2009   | 2010 | 2011   | 2012 | 2013 | 2014 | 2015 | 2016   | 2017 | 2018 |
| Classement | 6e   | 13e  | 4e     | 4e   | 3e     | 1er  | 2e   | 9e   | 12e  | 10e    | 7e   | 3e   |
| Nb de pts  | 1463 | ?    | 2740,5 | 3002 | 3613,5 | 4502 | 4079 | 2630 | ?    | 2606,5 | ?    | ?    |

## Les prémices de la formation: l'opération Lionceaux dès 1949
Club pionnier du professionnalisme, le FC Sochaux et son mécène, Peugeot subissent les conséquences financières de la guerre. Ne disposant plus des moyens financiers nécessaires au recrutement de joueurs vedettes, comme ce fut le cas dans les années 1930, le FCSM crée la phalange Lionceaux. Pour la première fois, un club professionnel français détecte de jeunes talents sur l’ensemble du territoire national avant que ceux-ci ne poursuivent leur apprentissage du football dans une structure créée pour l’occasion. Cette stratégie permettra au club de rester au plus haut niveau jusqu'en 1974 et la création du centre de formation.
Les jeunes talents sont repérés dans toutes les régions de France, notamment via le réseau Peugeot. Ils sont ensuite logés ensemble au Cercle Hôtel à Sochaux, là où les ingénieurs célibataires de Peugeot sont également accueillis. Des principes leur sont inculqués tant en matière de football le matin que dans leurs métiers qu'ils pratiquent l’après-midi aux usines Peugeot. 
À l'été 1949, ce sont onze joueurs recrutés dans toute la France qui sont placés sous la conduite de deux anciens joueurs, Robert Zurcher et Jean Pessonneaux, et sous le regard de Paul Wartel, l’entraîneur de l’équipe première qui les intègre quatre fois par semaine. Plus tard, lors de la saison 1952/1953, la quasi-totalité de ses éléments ont signé leur premier contrat professionnel en faveur du FCSM et l’équipe termine vice-championne de France et remporte la Coupe Drago. À l’occasion d’un match contre Lens, Gaby Dormois n’aligne même que des joueurs passés par l’école sochalienne.
Plusieurs pensionnaires du Cercle Hôtel porteront les couleurs de la sélection nationale comme Jacques Faivre, Henri Biancheri, Jean-Jacques Marcel mais aussi André Guy, Claude Quittet ou Bernard Bosquier. Pierre Tournier, le directeur du centre de formation à sa création et d'ailleurs un lionceau de 1953.

## Effectifs
Il est composé d'environ 200 jeunes répartis selon les différentes catégories suivantes : 
- Une école de foot pour les 6-12 ans accueillant une centaine de jeunes.
- Un centre de pré-formation pour les 12-14 ans accueillant une quarantaine de jeunes.
- Le centre de formation proprement dit pour les 16-18 ans regroupant une quarantaine de jeunes.
- Un centre de post-formation pour une vingtaine de jeunes pouvant évoluer en CFA ou avec le groupe professionnel.

## Infrastructures
- - 2 grands terrains en herbe
  - un terrain synthétique couvert
  - un terrain synthétique en extérieur
  - une fosse en herbe pour l'entrainement des gardiens
  - une fosse synthétique avec un mur pour les jeux réduits, le tennis ballon ou le basket,
  - un parcours de footing à l'arrière du château
  - une salle de musculation
  - un cabinet médical avec un médecin et un kinésithérapeute assurant des permanences quotidiennes
  - un internat de 52 lits par chambre de 1 à 3 lits.

## Recrutement
Le centre de formation recrute uniquement sur avis de ses recruteurs. Ainsi, le club dispose de 9 recruteurs sur l’hexagone qui ne s’occupent que des jeunes de 12-13 ans jusqu’à 18-19 ans. Ensuite, c'est Bernard Maraval, le coordinateur du recrutement des jeunes sous la tutelle de Jean-Luc Ruty qui compile ces informations et les oriente selon les besoins du club. Le club organise également des stages d’observation.

## Joueurs professionnels issus du centre

### En activité
| - Florin Bérenguer - Ryad Boudebouz - Édouard Butin - Liassine Cadamuro - Jean Calvé - Kamel Chafni - Eugène Dadi - Jean-Baptiste Daguet - Jérémy Deichelbohrer - Rafaël Dias - El-Hadji Diouf - Mathieu Dreyer - Frédéric Duplus - Hakim El Bounadi |  | - Mevlüt Erding - Cédric Faivre - Pierre-Alain Frau - Benjamin Genghini - Benoît Haaby - Romain Hamouma - Franchel Ibara - Julien Ielsch - Sanel Jahić - Maxime Josse - Abel Khaled - Aimé Lavie - Fabien Lavoyer - Amine Lecomte Addani - John Licina |  | - Danijel Ljuboja - Joseph Lopy - Loïc Loval - Marvin Martin - Alexandre Martinovic - Jérémy Mathieu - Jérémy Ménez - Camel Meriem - Samir Meriem - Massimo Moia - Sylvain Monsoreau - Yven Moyo - Guirane N'Daw - Armand N'Djama - Vincent Nogueira |  | - Benoît Pedretti - Ivan Perisic - Robin Previtali - Loïc Poujol - Sloan Privat - Julien Quercia - Mickaël Ravaux - Jérémie Rodrigues - Jérôme Roussillon - David Sauget - Badara Sène - Nicolas Senzemba - Anthony Sirufo - Kamal Tassali - Geoffrey Tulasne - Anther Yahia |  | - Toufik Zerara |

### Retraité
| - Philippe Anziani - Joël Bats - Olivier Baudry - Éric Benoit - Moussa Bezaz - Eric Boniface - Jacky Bonnevay - Stéphane Cassard - Jacky Colin - Laurent Croci - Stephane Crucet - Lucien Denis |  | - Jean-Jacques Domoraud - Pascal Dupraz - Thierry Fernier - Stéphane Ferrand - Bernard Genghini - Éric Hély - Fabrice Henry - Eric Lada - Philippe Lucas (football) - Mickaël Madar - Franck Mantaux - Bernard Maraval |  | - Thierry Meyer - Stéphane Paille - Allann Petitjean - Bertrand Piton - Lionel Prat - Nicolas De la Quintinie - Gilles Rousset - Albert Rust - Jean-Luc Ruty - Franck Sauzée - Franck Silvestre |  | - Yannick Stopyra - Jean-Christophe Thomas - Bernard Tischner - Nicolas Weber - Romain Zandona - Omar Daf |